# Lil Eazy-E
Эрик Дарнелл Райт (англ. Eric Darnell Wright, род. 23 апреля 1984, Комптон, Калифорния), более известный под своим псевдонимом Lil Eazy-E — американский рэпер
 и ВИЧ-активист. Он является исполнительным директором лейбла NWA Entertainment, медиа-компании, которую он вместе со своим партнером Лизой Маркхэм ведет уже 8 лет. Он также управляет Compton MoneyGang вместе со своим братом Дерреком и другими членами семьи.
Старший сын рэпера Eazy-E, который вошел в историю как «Крёстный отец Поливана», родился и вырос в том же городе, что и его отец, Комптоне, штат Калифорния.

## Карьера
Впервые появился на сцене вместе с Daz Dillinger, вместе с которым должен был быть записан независимый релиз в виде альбома. Однако, контракт не был подписан, что могло стать причиной вражды рэперов. В то время Lil Eazy-E успел поработать вместе с такими рэперами, как Static Major, Snoop Dogg, Dr. Dre, Timbaland и Bone Thugs-N-Harmony.